# Rosensnapper
Rosensnapper (Pristipomoides typus) är en fisk i familjen Lutjanidae (vars medlemmar ofta kallas snappers) som finns i östra Indiska oceanen och västra Stilla havet. 

## Utseende
Rosensnappern är en fisk med slank men kraftig kropp. Munnen har två tandrader, en yttre med kraftigare, konformade, och en inre med smala, spetsiga tänder. Ryggfenan består av 10 taggstrålar, följda av 11 till 12 mjukstrålar. Analfenan har en liknande uppbyggnad med 3 taggstrålar och 8 mjukstrålar. Bröstfenorna är långa, och når fram till analöppninen; stjärtfenan är urgröpt och gaffellik. Ovansidan är rosenröd till skär med ett fint, otydligt, varmgult nätmönster på huvud och nos. Buken är blek. Arten förväxlas ofta med guldhuvad snapper. Ryggfenan har vågiga, gula linjer. Som mest kan arten bli 70 cm lång och väga 2,2 kg.

## Vanor
Arten är en stimfisk som lever nära hårda bottnar på djup mellan 40 och 120 m. Den kan som mest bli 11 år. Födan består av bläckfisk (i synnerhet för ungfiskar), räkor och fisk. Arten blr könsmogen vid en längd av omkring 28 cm.

## Utbredning
Utbredningsområdet omfattar östra Indiska oceanen och västra Stilla havet från Nya Guinea till Sumatra och norrut till Ryukyuöarna (Japan) och söderut till Australien. Obekräftade uppgfter finns om att rosensnappern även skulle ha påträffats i västra Indiska oceanen.

## Betydelse för människan
Ett mindre, kommersiellt fiske bedrivs, framför allt med långrev. Fångsten säljes vanligtvis färsk.